# Friedrich Lösch
Friedrich Moritz Lösch (* 10. Dezember 1903 in Geislingen an der Steige; † 9. Januar 1982 in Stuttgart) war ein deutscher Mathematiker, der sich mit Analysis beschäftigte.

## Leben
Friedrich Lösch war der Sohn eines Konditormeisters und ging in Göppingen zur Schule. Er studierte ab 1922 Mathematik und Physik an der Universität Tübingen und der Friedrich-Wilhelms-Universität zu Berlin, 1926 legte er an der Universität Stuttgart (damals TH) sein Lehrerexamen ab, wurde Assistent in Stuttgart und promovierte 1928 an der Universität Tübingen bei Konrad Knopp (Eine Verallgemeinerung der Eulerschen Reihentransformation mit funktionentheoretischen Anwendungen). 1931 habilitierte er sich in Stuttgart und lehrte dort als Privatdozent praktische Mathematik und darstellende Geometrie. 1937 bis 1939 war er an der Deutschen Versuchsanstalt für Luftfahrt in Berlin-Adlershof. 1938 war er Privatdozent an der Universität Rostock, wo er 1939 Professor wurde. Am 26. November 1939 beantragte er die Aufnahme in die NSDAP und wurde zum 1. Januar 1940 aufgenommen (Mitgliedsnummer 7.917.316). In den letzten Kriegsjahren war er Prorektor, wurde aber danach wegen seiner NSDAP-Mitgliedschaft nicht weiterbeschäftigt. Nach dem Zweiten Weltkrieg wurde er 1946 ordentlicher Professor in Stuttgart, wo er 1972 emeritierte.